# Civilization V: Gods & Kings
Sid Meier's Civilization V: Gods & Kings is het eerste uitbreidingspakket van Civilization V, ontwikkeld door Firaxis. Gods & Kings is uitgebracht op 19 juni 2012 in Noord-Amerika en op 22 juni in de rest van de wereld.

## Uitbreidingen
Gods & Kings bevat 27 nieuwe eenheden, dertien nieuwe gebouwen, negen nieuwe wonderen, enkele nieuwe tijdperken en negen nieuwe beschavingen.
Gods & Kings herintroduceert religie als onderdeel van Civilization. Via profeten, missionarissen en inquisitoiren kan de speler een religie starten en verspreiden. Er kan gekozen worden uit boeddhisme, christendom, confucianisme, hindoeïsme, islam, jodendom, shintoïsme, sikhisme, taoïsme, tengriisme en zoroastrisme, hoewel de speler de naam van de religie kan aanpassen.
Ook keert spionage terug, dat gebruikt kan worden op concurrerende beschavingen en stadstaten. Spionnen kunnen technologie stelen, verkiezingen manipuleren en verkennen. Spionnen hoeven niet getraind worden, maar worden automatisch geactiveerd na een bepaalde periode. Stadstaten kunnen bovendien beïnvloed worden door speciale opdrachten te volbrengen.
Verder zijn er drie nieuwe scenario's beschikbaar: 
- "Fall of Rome", betreffende de val van het West-Romeinse Rijk;
- "Into the Renaissance", betreffende religie in de middeleeuwen tot aan de renaissance;
- "Empire of the Smoky Skies", een victoriaans steampunk-scenario.

## Nieuwe beschavingen en leiders
| Beschaving       | Leider            | Hoofdstad      | Unieke vaardigheid             | Unieke eenheid #1       | Unieke eenheid #2 / gebouw |
| ---------------- | ----------------- | -------------- | ------------------------------ | ----------------------- | -------------------------- |
| Byzantijnse Rijk | Theodora I        | Constantinopel | Patriarchate of Constantinople | Cataphract              | Dromon                     |
| Carthago         | Dido              | Carthago       | Phoenician Heritage            | African Forest Elephant | Quinquereme                |
| Ethiopië         | Haile Selassie    | Addis Abeba    | Spirit of Adwa                 | Mehal Sefari            | Stele                      |
| Hunnen           | Attila            | Attila's Court | Scourge of God                 | Battering Ram           | Horse Archer               |
| Kelten           | Boudicca          | Edinburgh      | Druidic Lore                   | Pictish Warrior         | Ceilidh Hall               |
| Maya's           | Pacal de Grote    | Palenque       | The Long Count                 | Atlatlist               | Pyramide                   |
| Nederland        | Willem van Oranje | Amsterdam      | Dutch East India Company       | Sea Beggar              | Polder                     |
| Oostenrijk       | Maria Theresia    | Wenen          | Diplomatic Marriage            | Hussar                  | Coffee House               |
| Spanje           | Isabella I        | Madrid         | Seven Cities of Gold           | Tercio                  | Conquistador               |
| Zweden           | Gustaaf II Adolf  | Stockholm      | Nobel Prize                    | Hakkapeliitta           | Carolean                   |

De Spaanse beschaving was al eerder downloadbaar beschikbaar was gesteld.
Civilization · II (Conflicts in Civilization · Fantastic Worlds · Test of Time)  ·  III (Play the World · Conquests) · IV · (Warlords · Beyond The Sword) · Colonization · Revolution · V (Gods & Kings · Brave New World) · World · Revolution 2 · Beyond Earth (Rising Tide) · VI · (Rise and Fall · Gathering Storm) · VII